# Noli me tangere
Noli me tangere je latinska inačica rečenice, koju je Isus izgovorio Mariji Magdaleni pri susretu nakon Isusova uskrsnuća. Spominje se u Evanđelju po Ivanu (Iv 20, 17). U hrvatskom prijevodu znači: "Ne zadržavaj se sa mnom", a često se koristi i u značenju "Ne dodiruj me".
Biblijska scena u kojoj je Marija Magdalena prepoznala Isusa Krista nakon uskrsnuća postala je predmetom dugotrajne, raširene i kontinuirane ikonografske tradicije kršćanske umjetnosti od kasne antike do danas. Pablo Picasso, na primjer, koristio je sliku "Noli me tangere" od Antonio da Correggija, pohranjenu u Muzeju Prado, kao ikonografski izvor za njegovu slavnu sliku "La Vie" iz tzv. Plavoga razdoblja.
Riječ "Noli me tangere" također se povremeno koristila za opisivanje bolesti poznate srednjovjekovnim liječnicima kao "skriveni tumor" ili "cancer absconditus", jer se izlučevine povezane s tim tumorima, nisu smjele dirati, jer se tada pogoršavala bolest. Izraz se mnogo koristi u SAD-u kao znak na zastavama i grbovima pa se tako nalazio i na zastavi Alabame iz 1861. godine.
Rekavši to, obazre se i ugleda Isusa gdje stoji, ali nije znala da je to Isus. Kaže joj Isus: "Ženo, što plačeš? Koga tražiš?" Misleći da je to vrtlar, reče mu ona: "Gospodine, ako si ga ti odnio, reci mi gdje si ga stavio i ja ću ga uzeti." Kaže joj Isus: "Marijo!" Ona se okrene te će mu hebrejski: "Rabbuni!" - što znači: "Učitelju!" Kaže joj Isus: "Ne zadržavaj se sa mnom jer još ne uziđoh Ocu, nego idi mojoj braći i javi im: Uzlazim Ocu svomu i Ocu vašemu, Bogu svomu i Bogu vašemu." Ode dakle Marija Magdalena i navijesti učenicima: "Vidjela sam Gospodina i on mi je to rekao." (Iv 20, 11-18)

## Galerija
- Zastava Alabame iz 1861.
- Fra Angelico: Noli me tangere
- Tizian: Noli me tangere
- Martin Schongauer: Noli me tangere